# بوشبا كمال داهال
بوشبا كمال داهال (بالنيبالية: पुष्पकमल दाहाल)‏ والمعروف باسم براشاندا (بالنيبالية: प्रचण्ड)‏، (مواليد 11 ديسمبر 1954) هو سياسي نيبالي يشغل حاليًا منصب زعيم المعارضة منذ يوليو 2024، وشغل منصب رئيس وزراء نيبال في الفترة من أغسطس 2008 حتى مايو 2009 كأول رئيس وزراء لجمهورية نيبال الديمقراطية الاتحادية ومرة أخرى من أغسطس 2016 حتى يونيو 2017 وفي ديسمبر 2022 شغل المنصب للمرة الثالثة حتى يوليو 2024.